# Franz Riedmann
Franz Josef Riedmann (* 12. Juli 1882 in Lustenau; † 22. April 1929 in Lyon, Frankreich) war ein österreichischer Politiker (SDAP) und Sticker. Er war von 1919 bis 1920 Abgeordneter zum Vorarlberger Landtag.

## Leben
Franz Josef Riedmann wurde am 12. Juli 1882 als Sohn von Daniel Riedmann (1848–1915) und dessen Gattin Leopoldine Hämmerle (1850–1937) in der Vorarlberger Rheintalgemeinde Lustenau geboren. Er heiratete am 15. Jänner 1906 in Lustenau Katharina Bösch (1885–1964) und wurde Vater von sechs Kindern, die zwischen 1906 und 1915 geboren wurden. Nachdem er acht Jahre lang die Volksschule in Lustenau sowie die Fortbildungsschule besucht hatte, arbeitete er als Sticker in Vorarlberg und zuletzt als Stickereifabrikant im französischen Lyon. Zudem diente er im Ersten Weltkrieg, wobei ihm die Silberne Tapferkeitsmedaille verliehen wurde. 
Politisch engagierte sich Franz Riedmann als Mitglied der Sozialdemokratischen Partei und wurde am 17. Juni 1920 als Abgeordneter des Wahlbezirkes Feldkirch im Vorarlberger Landtag angelobt. Er legte am 7. Mai 1920 sein Mandat nieder, da er vom Landesgericht Feldkirch am 25. Februar 1920 „des Verbrechens der öffentlichen Gewalttätigkeit durch gefährliche Drohung wider obrigkeitliche Personen in Amtssachen“ für schuldig befunden worden war. Das Gericht verurteilte Riedmann zu „6 Wochen Kerker verschärft mit einem harten Lager“, wobei Riedmann gegen das Urteil Nichtigkeitsbeschwerde einlegte. Riedmann wurde in der Folge vom Obersten Gerichtshof in Wien freigesprochen.